# Référendums de 2020 au Massachusetts
Deux référendums ont lieu le 3 novembre 2020 au Massachusetts. La population est amenée à se prononcer sur les sujets suivants :
- Droit de réparer ;
- Vote alternatif.